# 羅馬尼亞王國

1930年罗马尼亚的识字率地图。注意看中部特兰西瓦尼亚的布岑兰地区接近90%，因为此地聚居了大量匈牙利和德意志人，同时靠近匈牙利的地区识字率高，而东北部的比萨拉比亚为识字率最低的一片区域

羅馬尼亞王國（羅馬尼亞語：Regatul României）是於1881年，羅馬尼亞公國的大公卡羅爾一世即位國王後成立的國家，在1947年被罗马尼亚人民共和国取代。

## 歷史
羅馬尼亞王國在第一次巴爾幹戰爭中持中立態度。在第二次巴爾幹戰爭中對保加利亞宣戰，獲得了南多布羅加。在第一次世界大戰中，羅馬尼亞王國參加了協約國一方，戰後獲得了布科維納、特兰西瓦尼亚、多布羅加、比薩拉比亞等大片土地，實現了大羅馬尼亞的構想。在第二次世界大戰中，羅馬尼亞王國是德意日軸心國的成員，在納粹德國壓力下被迫將北特蘭西瓦尼亞割讓給匈牙利王國，南多布羅加割讓給保加利亞王國，同時蘇聯占領了布科維納和比薩拉比亞。當時的國王卡羅爾二世對領土喪失的不作為引起了民眾的強烈不滿，被迫在1940年退位，軍人總理安東內斯庫立米哈伊一世為國王，但政府實由安東內斯庫控制。1941年6月22日蘇德战争爆發，羅馬尼亞軍隊跟隨德國南方集團軍攻蘇，10月攻占蘇聯海港城市敖德薩，並獲得摩爾多瓦、烏克蘭西部地區。同年12月7日日本偷襲珍珠港的5日后，羅馬尼亞对美國宣戰。1944年蘇聯軍隊反攻，在雅西-奇西瑙攻勢下占領了布加勒斯特，8月23日羅馬尼亞國王米哈伊一世及羅馬尼亞共產黨政變逮捕了安東內斯庫總理，羅馬尼亞倒戈加入盟軍，蘇軍遂佔領了全境。二战结束後，1947年12月30日，羅馬尼亞社會主義共和國成立，君主制被終止，羅馬尼亞王國滅亡。

## 版图变迁
- 1890年罗马尼亚王国的疆域
- 1914年罗马尼亚王国的疆域
- 1939年罗马尼亚王国的疆域
- 1940年罗马尼亚王国的疆域（深黃色）
- 1942年罗马尼亚王国的疆域